# Siv
Siv (Juncus) er stauder med opret vækst og glatte stængler. Bladene runde eller rendeformede i tværsnit, og de har åbne bladskeder. De 3-tallige blomster er vindsbestøvede. Frugterne er kapsler. Her nævnes kun de arter, som er vildtvoksende i Danmark. Siv kan blive op til 4 meter høj, hvor den vokser i fugtige områder med næring.
| Arter |

- Spidsblomstret siv (Juncus acutiflorus)
- Sodsiv (Juncus alpinoarcticus) – en gruppe af nærtstående arter
- Sandsiv (Juncus anceps)
- Glanskapslet siv (Juncus articulatus)
- Klitsiv (Juncus balticus)
- Tudsesiv (Juncus bufonius)
- Liden siv (Juncus bulbosus)
- Fin siv (Juncus capitatus)
- Fladstrået siv (Juncus compressus)
- Knopsiv (Juncus conglomeratus)
- Lysesiv (Juncus effusus)
- Harrild (Juncus gerardi)
- Blågrå siv (Juncus inflexus)
- Dværgsiv (Juncus pygmaeus)
- Klægsiv (Juncus ranarius)
- Børstesiv (Juncus squarrosus)
- Butblomstret siv (Juncus subnodulosus)

I almindelig tale vil man ofte høre flere af rørsumpens planter benævnt som "siv", heriblandt også slægterne tagrør og kogleaks m.fl.